# Шклярка-Мисльневська
Шклярка-Мисльневська (пол. Szklarka Myślniewska, нім. Luisenthal) — село в Польщі, у гміні Остшешув Остшешовського повіту Великопольського воєводства.
Населення — 441 особа (2011).
У 1975-1998 роках село належало до Каліського воєводства.

## Демографія
Демографічна структура станом на 31 березня 2011 року:
|          | Загалом | Допрацездатний вік | Працездатний вік | Постпрацездатний вік |
| -------- | ------- | ------------------ | ---------------- | -------------------- |
| Чоловіки | 233     | 69                 | 149              | 15                   |
| Жінки    | 208     | 50                 | 113              | 45                   |
| Разом    | 441     | 119                | 262              | 60                   |